# 황혜성
황혜성(黃慧性, 1920년 7월 5일 ~ 2006년 12월 14일)은 조선왕조 궁중음식(중요무형문화재 제38호)의 연구가이자 대학 교수이다.
황혜성은 일본에서 교육을 마친 뒤, 조선왕조 마지막 주방상궁인 한희순에게서 조선왕조 궁중음식을 전수받았다. 숙명여자대학교, 한양대학교, 명지대학교에서 교수로 재직하였고, 성균관대학교 가정대 학장을 역임했다. 1973년 국가무형문화재 제38호 제2대 기능보유자로 지정되었다. 또한 궁중요리를 보급하고 현대화시킨 공로로 1986년에는 대한민국 교육훈장 목련장을, 1990년에는 대한민국 문화훈장 보관장을 받았다. 2006년 8월에는 조선왕조 궁중음식 명예보유자로 지정되었다.

## 생애

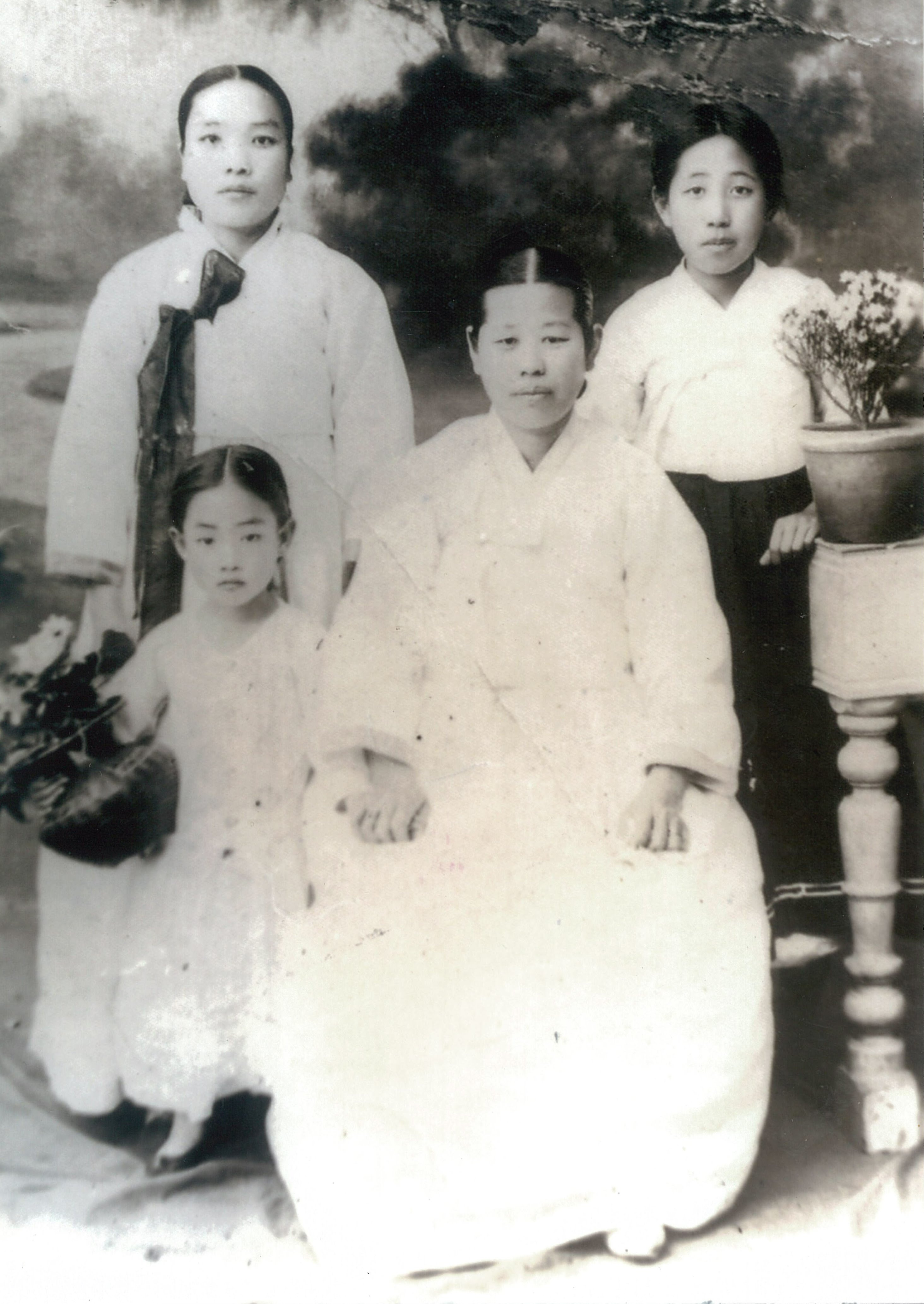
천안보통학교 입학 직전의 황혜성(앞줄 왼쪽), 외할머니(앞줄 오른쪽), 어머니(뒷줄 왼쪽), 친척언니(뒷줄 오른쪽).

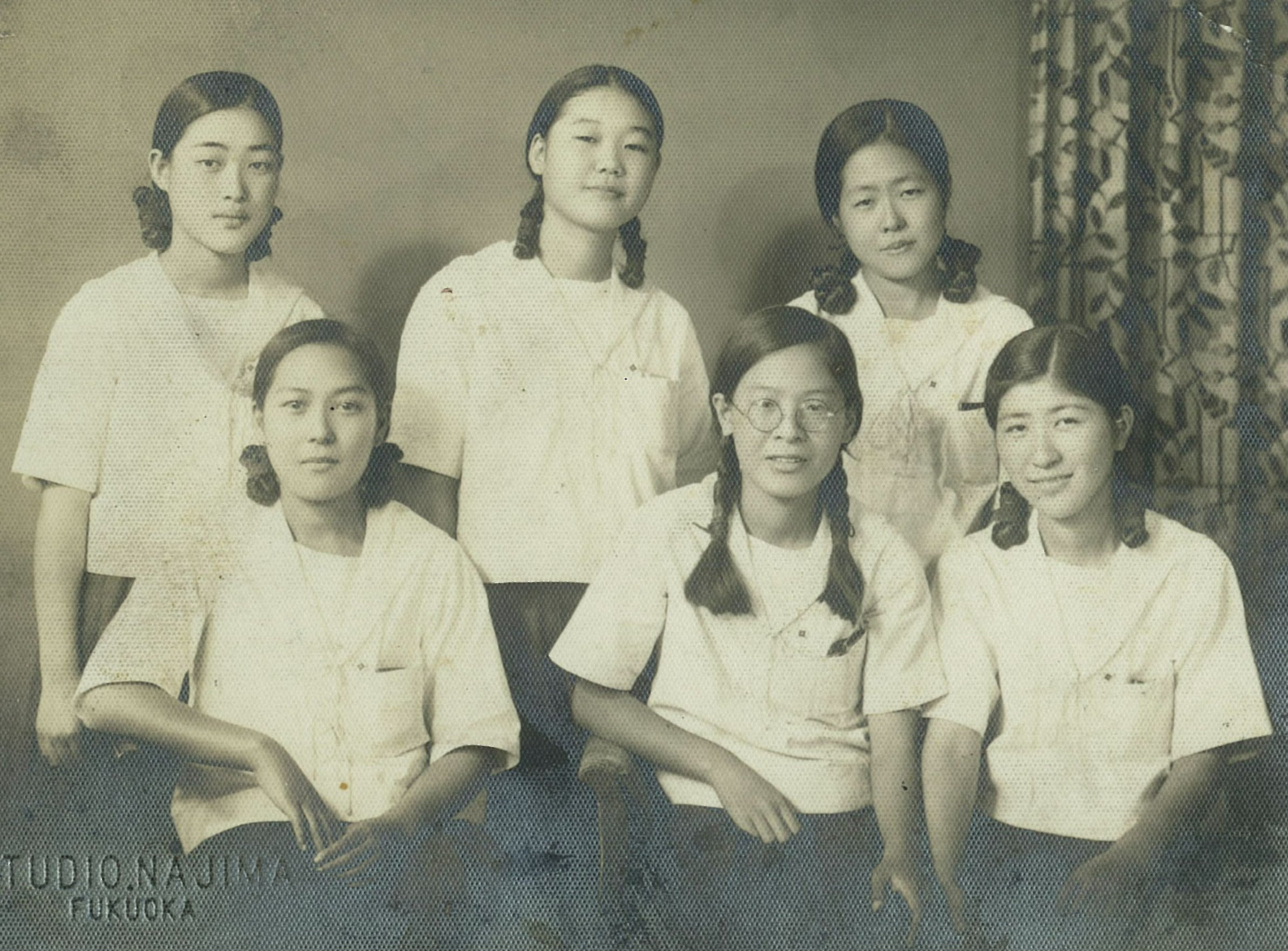
지쿠시고녀 재학시절의 황혜성(뒷줄 가장 좌측)

황혜성은 1920년 충청남도 천안의 평해 황씨 집안에서 5천석 대지주의 맏딸로 태어났다. 수명이 길어진다는 속설에 따라 여러명의 수양어미를 두었는데, 젖을 물리는 젖어미, 업어주는 업은어미, 무당어미, 광덕사의 스님을 까까어미로 총 다섯명의 어머니를 두었다고 회고한다. 천안보통학교에 입학하는데, 첫 학기에 낙제하는 일도 생기지만 1등으로 졸업한다. 졸업 후 공주공립고등여학교에 진학하지만, 2학년을 마치고 규슈 대학에 다니는 사촌오빠가 집안을 설득해서 일본으로 유학하여 후쿠오카시 지쿠시 여자고등학교(筑紫高等女学校, 현재의 지쿠시 여학원 중학교・고등학교)를 졸업한다.
이후 교토여자전문학교(京都女子専門学校, 현재의 교토 여자 대학)의 가사과에서 일본 음식과 서구식 영양학을 전공한다. 졸업 후 1941년에는 대동고녀로 부임하여 가사교사로서 2학년 담임, 기숙사 사감, 사이클반, 체조반의 담당교사도 맡아야 했다. 대동고녀 재직 당시 교감이 조선인 지원병들을 미개하다고 흉을 보자, 조선인 학생들을 위로하며 조국의 독립과 민족의 계몽을 위해 나아가야한다고 한 것이 알려져 곤욕을 치르는 일도 있었다고 한다.
1940년에 외할머니를, 1941년에 아버지를, 1942년에 어머니를 여의고 열 살 동생의 남동생과 함께 서울에 있는 작은아버지의 도움으로 돈암동에 이사한다. 1942년에는 오다 쇼고의 추천으로 숙명여전 가사과의 조교수로 임명되어 영양학과 조선요리를 가르치게 되었다. 그러나 황혜성은 조선요리에 대해 잘 알지 못하는 터라, 이왕직 촉탁이었던 오다 쇼고의 추천으로 창덕궁 낙선재에 거하던 조선시대의 마지막 주방상궁인 한희순을 찾아가 궁중음식을 전수받는다.

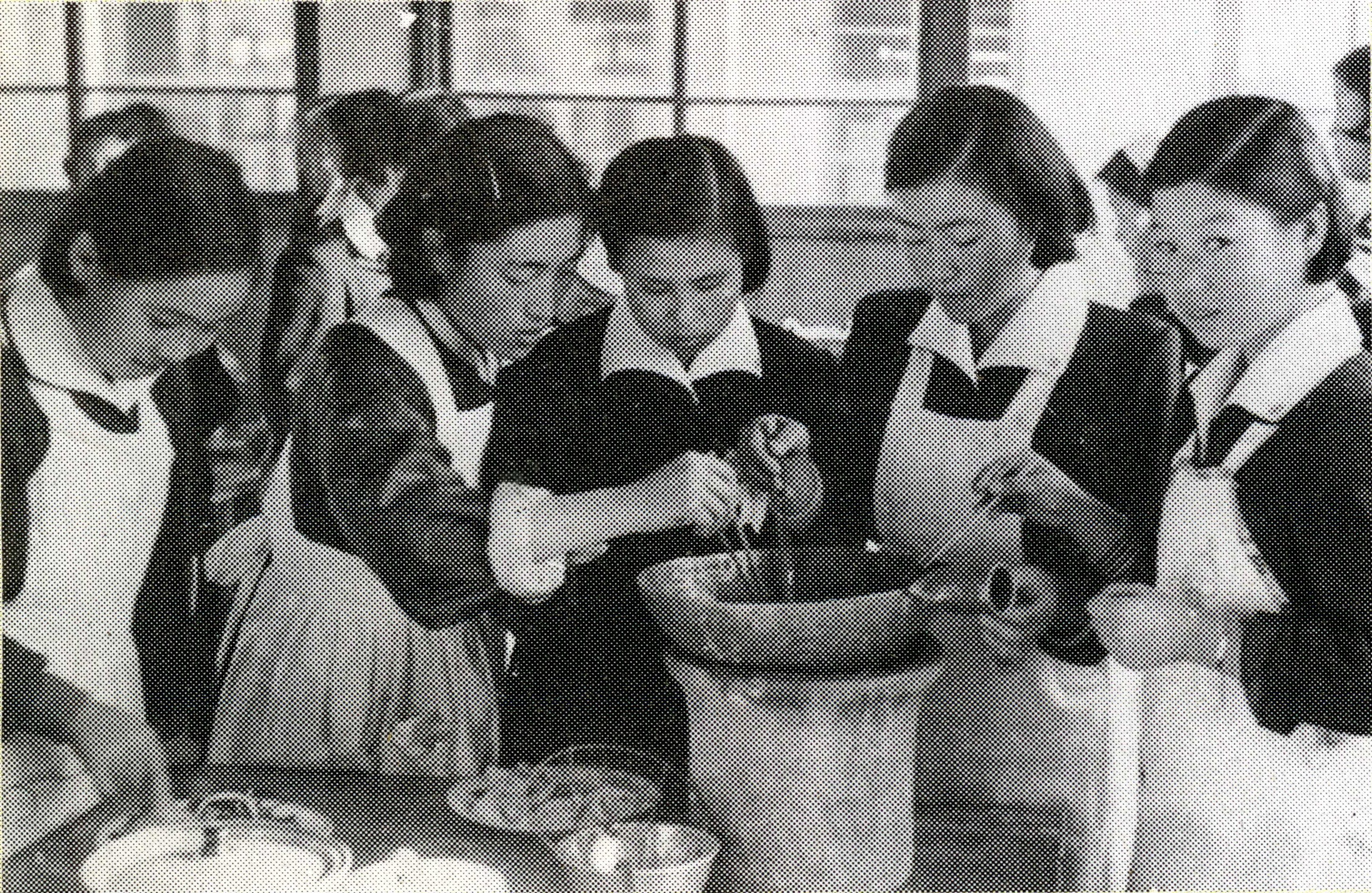
6.25전쟁 이후 영등포여고에서 가사실습을 지도하는 모습(왼쪽에서 두번째)이다.

1944년 1월에 화신백화점 직원 한병덕과 조선신궁에서 혼인을 올리고 이듬해에는 장남 한문규를, 1947년에는 장녀 한복려를, 1949년에는 차녀 한복선을, 1952년에는 삼녀 한복진을, 1957년에는 차남 한용규를 낳는다. 당시 숙명여전은 부산으로 피란간 상황이어서 숙명여전 교수를 그만두고 영등포여자고등학교 강사로 부임한다. 이후 명지대학교를 거쳐 한희순의 거처인 왕십리 근교의 한양대학교 가정과 교수로 부임한다.
문화재 전문위원을 지내며 단국대학교 교수인 석주선의 응원으로 조선왕조 궁중음식을 문화재로 등록하기 위한 노력을 기울인다. 그 결과, 1969년 12월 회의를 통해 1970년부터 조선왕조 궁중음식을 국가무형문화재 제38호로 등록하기로 결정된다. 이후 1·4 후퇴때 분실한 궁중요리 조리법을 복기하면서 규장각의 음식발기와 진연의궤류를 발굴하고, 한상궁과 제자 이혜경과 함께 궁중음식을 계량화하고 조리법을 체계적으로 정리하여 《이조궁정요리통고 (李朝宮廷料理通考)》을 낸다.
1971년 서울시 종로구 가회동에 사단법인 궁중음식연구원을 설립하여, 궁정요리의 전승 및 실제적인 보급에 큰 기여를 하였다. 1972년 조선왕조 궁중음식 기능보유사인 한희순이 노환으로 별세하여 기능보유사가 공석이 되었는데, 대를 이어야 한다는 석주선의 설득으로 이듬해 기능보유사 자리를 물려받는다.
1962년부터 1978년까지 문화재관리국의 식생활 분야 문화재 전문위원을 지냈다. 미국, 일본, 프랑스, 필리핀, 중화민국 등지에서 여러 차례에 걸쳐 조선궁중음식을 전시하고 강습하였다. 1973년부터 1986년까지는 성균관대학교 가정대 학장으로 재직한다.
2006년 12월 14일 오후 12시30분 서울의료원에서 노환으로 향년 86세에 별세하셨다.
2020년 7월 5일에는 탄생 100주년을 맞아 구글 두들에 등장하였으며 궁중음식연구원은 구글 아트 앤드 컬처상에서 황혜성을 기념하는 특별 온라인 전시회를 개최하였다.

## 가족 관계
슬하에 2남 3녀를 두었으며, 자녀가 다 어머니와 관련된 일에 종사하고 있다. 장녀 한복려는 궁중음식연구원 원장이자, 제3대 조선왕조 궁중요리 기능자로 지정되었다. 차녀 한복선은 한복선 식문화연구원을 운영하며, 삼녀 한복진은 전주대학교 문화관광대학 학장으로 재직 중이다.

## 주요 저서
황혜성은 1957년 스승인 한희순과 공동으로 저작한 《이조궁정요리통고》를 시작으로, 10권의 궁중음식과 전통음식 전문서적과 다수의 논문을 남겼다.

### 저술
- 《이조궁정요리통고 (李朝宮廷料理通考)》 (1957년)
- 《한국요리백과사전》《한국의 미각》 (1976년)
- 《한국의 요리 (韓國의 料理)》 (1982년)
- 《한국음식》《전통의 맛》 (1985년)
- 《한국의 식(韓國의 食)》 (1987년)
- 《한국의 전통 음식》 (1989)
- 《조선왕조 궁중 음식》 (1993)
- 《한국음식 대관-6권 궁중의 식생활》 (1997년)
- 《우리 음식 백가지》( 1998년)
- 《궁중음식》
- 《한국의 미학 (韓國의 味覺)》
- 《전통의 맛》
- 《12첩 수라상으로 차린 세월》
- 《고종24년 진찬의궤 찬물에 대한 분석적 연구》

## 상훈
- 대한민국 교육훈장 목련장 (1985년)
- 문화훈장 보관장 (1990)

## 같이 보기
- 하선정